# Stuhleck
Lo Stuhleck (1.782 m s.l.m.) è una montagna delle Prealpi centrali di Stiria nelle Prealpi di Stiria. Si trova in Stiria.